# San Adrián
San Adrián település Spanyolországban, Navarra autonóm közösségben. San Adrián Azagra, Peralta, Andosilla és Calahorra községekkel határos. Lakosainak száma 6481 fő (2024).

## Népesség
A település népessége az elmúlt években az alábbi módon változott:
| Lakosok száma | 5467 | 5940 | 5977 | 6201 | 6247 | 6216 | 6214 | 6292 | 6373 | 6481 |
|               | 2001 | 2004 | 2007 | 2009 | 2012 | 2014 | 2017 | 2019 | 2022 | 2024 |